# نوی‌اشتات آن در والدناب
شهر نوی‌اشتات آن در والدناب (به آلمانی: Neustadt an der Waldnaab) در ایالت بایرن در کشور آلمان واقع شده‌است.